# MaK G 1202 BB
Die Lokomotive MaK G 1202 BB ist eine dieselhydraulische Lokomotive, die von der Maschinenbau Kiel (MaK) gebaut wurde. Die Achsfolge der MaK G 1202 BB ist B’B’. Sie hat eine Leistung von 945 kW oder 1.000 kW und erreicht eine maximale Geschwindigkeit von bis zu 80 km/h. Eingebaut wurden Motoren von MTU. Je nach Ausrüstungsvariante bringt sie es auf eine Dienstmasse von 72 t bis 88 t. Ihr Tankinhalt beträgt 2.500 l.
Von den in den Hauptabmessungen ähnlichen BB 1201 und BB 1203 unterscheidet sie sich durch die seitlichen Lüfter.

## Einsatz
Die MaK G 1202 BB wurde zwischen 1978 und 1980 in 12 Exemplaren gebaut. Davon gingen drei an die Rheinischen Kalksteinwerke, heute Rheinkalk. Zwei verblieben zunächst als Mietloks bei MaK. 2016 erwarb Rheinkalk eine weitere Maschine von der OHE.
| Liste der MaK G 1202 BB |         |                   |                     |                         |                                     |
| Fabriknummer            | Baujahr | Erster Eigentümer | Verbleib            | Fahrzeugregisternummer  | Anmerkungen                         |
| 1000779                 | 1978    | OHE-Sp „DL 8“     | TKN „1“             |                         |                                     |
| 1000781                 | 1978    | NIAG „5“          | northrail           | 98 80 0270 002-5 D-NTS  | 2004 bis 2009 in der Schweiz        |
| 1000782                 | 1978    | MaK „8“ (Mietlok) | NIAG „6“            | 98 80 0270 003-3 D-NIAG |                                     |
| 1000783                 | 1978    | MaK (Mietlok)     | WHE „25“            |                         |                                     |
| 1000984                 | 1979    | RWK Kalk AG „2“   | Rheinkalk „2“       |                         |                                     |
| 1000985                 | 1979    | RWK Kalk AG „3“   | Rheinkalk „3“       |                         |                                     |
| 1000786                 | 1979    | OHE „140001“      | Rheinkalk           | 98 80 0270 008-2 D-OHE  |                                     |
| 1000987                 | 1980    | RWK Kalk AG „4“   | Rheinkalk „4“       |                         |                                     |
| 1000788                 | 1979    | OHE „140002“      | Häfen Hannover „F7“ | 98 80 0270 009-0 D-SHH  | 2006 remotorisiert MTU 12V 396 TC14 |
| 1000789                 | 1980    | RAG „D III“       | RAG „D 03“          |                         | seit 07.2010 vermietet              |
| 1000790                 | 1980    | BE „D 23“         |                     | 98 80 0270 011-6 D-BE   |                                     |
| 1000791                 | 1980    | RAG „D IV“        | RAG „D 04“          | 98 80 0270 012-6 D-RBG  |                                     |

### Zeitschriften
- Rolf Löttgers: Die G 1202 der MaK in Die deutschen NE-Bahnen im Jahre 1980. In: Lok-Magazin. Nr. 109. Franckh’sche Verlagshandlung W. Keller & Co., 1981, ISSN 0458-1822, S. 285–287.